# S7 Airlines
S7 Airlines är ett ryskt flygbolag som fram till våren 2006 hette Sibir Airlines (Siberia Airlines). S7 gick med i Oneworld Alliance år 2010.

## Destinationer
S7 har fler än 50 destinationer i Ryssland, och även flera i Kazakstan, Kina, Italien, Spanien och Tyskland, samt till alla f.d. Sovjetiska stater utom Baltikum, och till fler EU-länder (inklusive Stockholm och Köpenhamn) samt till Japan, Sydkorea och Thailand.

## Koder
- IATA kod: S7
- ICAO kod: SBI
- Anropssignal: SIBERIAN AIRLINES

## Flygflotta
S7 Airlines flotta består av följande flygplan:
- 15 Airbus A320
- 27 Airbus A320-neo
- 7 Airbus A321-200
- 8 Airbus A321-neo
- 16 Boeing 737-800
- 16 Embraer 170